# Swearingen
Sino Swearingen Aircraft Corporation (ICAO-Name SINO SWEARINGEN) in San Antonio, USA, ist ein US-amerikanischer Flugzeughersteller.  Hauptprodukt ist das Geschäftsreiseflugzeug Sino-Swearingen SJ30-2. Ein weiteres Flugzeug von Swearingen ist die Fairchild Swearingen Metro.

## Geschichte
Gegründet wurde das Werk 1959 durch Ed Swearingen (1925–2014), im Jahr 1972 durch Fairchild übernommen.